# 1994 WP1
1994 WP1 är en asteroid i huvudbältet som upptäcktes 27 november 1994 av den japanska astronomen Takao Kobayashi vid Ōizumi-observatoriet.
Asteroiden har en diameter på ungefär 3 kilometer och den tillhör asteroidgruppen Astraea.